# NFL sezona 1952.
NFL sezona 1952. je 33. po redu sezona nacionalne lige američkog nogometa. 
Sezona je počela 28. rujna 1952. Utakmica za naslov prvaka NFL lige odigrana je 28. prosinca 1952. u Clevelandu u Ohiju na Cleveland Municipal Stadiumu. U njoj su se sastali pobjednici Američke konferencije Cleveland Brownsi i pobjednici Nacionalne konferencije Detroit Lionsi. Pobijedili su Lionsi rezultatom 17:7 i osvojili svoj drugi naslov prvaka NFL-a.
Momčad New York Yanksa se gasi nakon tri sezone natjecanja (od 1949. do 1951.), a nju u 1952. zamjenjuju Dallas Texansi.

## Poredak po divizijama na kraju regularnog dijela sezone
| Američka konferencija |     |     |     |      |     |     |
| Momčad                | Pob | Por | Ner | %    | P+  | P-  |
| Cleveland Browns*     | 8   | 4   | 0   | 66,7 | 310 | 213 |
| New York Giants       | 7   | 5   | 0   | 58,3 | 234 | 231 |
| Philadelphia Eagles   | 7   | 5   | 0   | 58,3 | 252 | 271 |
| Pittsburgh Steelers   | 5   | 7   | 0   | 41,7 | 300 | 273 |
| Chicago Cardinals     | 4   | 8   | 0   | 33,3 | 172 | 221 |
| Washington Redskins   | 4   | 8   | 0   | 33,3 | 240 | 287 |

| Nacionalna konferencija |     |     |     |      |     |     |
| Momčad                  | Pob | Por | Ner | %    | P+  | P-  |
| Detroit Lions*          | 9   | 3   | 0   | 75,0 | 344 | 192 |
| Los Angeles Rams        | 9   | 3   | 0   | 75,0 | 349 | 234 |
| San Francisco 49ers     | 7   | 5   | 0   | 58,3 | 285 | 221 |
| Green Bay Packers       | 6   | 6   | 0   | 50,0 | 295 | 312 |
| Chicago Bears           | 5   | 7   | 0   | 41,7 | 245 | 326 |
| Dallas Texans           | 1   | 11  | 0   | 8,3  | 182 | 427 |

Napomena: * - pobjednici konferencije, % - postotak pobjeda, P± - postignuti/primljeni poeni

## Doigravanje

### Doigravanje za pobjednika Nacionalne konferencije
- 21. prosinca 1952. Detroit Lions - Los Angeles Rams 31:21

### Prvenstvena utakmica NFL-a
- 28. prosinca 1952. Cleveland Browns - Detroit Lions 7:17

## Statistika

### Statistika po igračima

#### U napadu
- Najviše jarda dodavanja: Otto Graham, Cleveland Browns - 2816
- Najviše jarda probijanja: Dan Towler, Los Angeles Rams - 894
- Najviše uhvaćenih jarda dodavanja: Billy Howton, Green Bay Packers - 1231

#### U obrani
- Najviše presječenih lopti: Dick Lane, Los Angeles Rams - 14

### Statistika po momčadima

#### U napadu
- Najviše postignutih poena: Los Angeles Rams - 349 (29,1 po utakmici)
- Najviše ukupno osvojenih jarda: Cleveland Browns - 362,7 po utakmici
- Najviše jarda osvojenih dodavanjem: Cleveland Browns - 213,8 po utakmici
- Najviše jarda osvojenih probijanjem: San Francisco 49ers - 158,8 po utakmici

#### U obrani
- Najmanje primljenih poena: Detroit Lions - 192 (16,0 po utakmici)
- Najmanje ukupno izgubljenih jarda: Cleveland Browns - 256,3 po utakmici
- Najmanje jarda izgubljenih dodavanjem: Washington Redskins - 131,7 po utakmici
- Najmanje jarda izgubljenih probijanjem: Detroit Lions - 95,4 po utakmici

## Vanjske poveznice
- Pro-Football-Reference.com, statistika sezone 1952. u NFL-u
- NFL.com, sezona 1952.